# بيرزيت
بِيرِزِّيت أو بير زيت، هي بلدة فلسطينية أنشأت فوق تلة على مشارف جبل الخربة شمال مدينة رام الله على بعد 7.5 كم بإرتفاع يصل إلى 788م. وتتبع محافظة رام الله والبيرة. تبلغ مساحة اراضي بيرزيت حالياً حوالي 13081 دونم. وبلغ عدد السكان 6614 نسمة حتى عام 2023، نصفهم تقريباً من طلبة جامعة بيرزيت .

## التاريخ والتأسيس
تقع بلدة بيرزيت فوق تلال جبلية ضمن مرتفعات رام الله. تعود أصولها إلى الفترة اليونانية والرومانية، حيث كانت تُعرف قديماً بإسم بيرزيتو. تشير الأدلة الأثرية إلى ان المنطقة كانت مأهولة منذ العصر البرونزي، كما يتضح من موقع تل الراس الواقع شمال البلدة. استمر الإستيطان فيها خلال العصر الحديدي والفترات اليونانية والرومانية، شُيدت المباني في البلدة خلال الفترتين المملوكة والعثمانية كما أنشأ الصليبيون قلعة حصينة في خربة بيرزيت ولا تزال أثارها موجودة.
أسس البلدة جماعات عربية كانت قادمة من الكرك والقدس وغزة، واستقروا بداية في خربة بيرزيت، حيث أقاموا على رأس جبل يبلغ ارتفاعه 818 متراً عن سطح البحر وانتقلوا لاحقاًالإ إلى موقع البلدة الحالي.
ما بعد 1967
منذ حرب الأيام الستة عام 1967، كانت بيرزيت تحت الإحتلال الإسرائيلي حتى عام 1995 بعد توقيع اتفاقية أوسلو الثانية. كما قسمت أراضي البلدة بين منطقتين ب و ج، حيث تشرف السلطة الفلسطينية على الشؤون الاقتصادية والاجتماعية وغيرها في منطقة ب، أما منطقة ج فهي مسؤولية سلطة الإحتلال في جميع النواحي، وتبلغ مساحة هذه المنطقة من أراضي البلدة حوالي 3162 دونم.
في عام 1984 اتخذ الشهيد عبد القادر الحسيني بيرزيت مقراً لقيادة جيش الجهاد المقدس الذي كان يضم عدداً من المجاهدين لمحاربة العدوين: البريطاني والإسرائيلي. ينسب إليها أيضاً الشهيد كمال بطرس ناصر.

## سبب التسمية
يعود سبب تسمية بيرزيت إلى بئر زيت وذلك لإشتهار البلدة بالإنتاج الواسع لزيت الزيتون الذي كان يحفظ سابقاً قي الأبار.

## الإدارة المحلية
تأسس أول مجلس قروي في بلدة بيرزيت عام 1922، كان يتألف من خمسة أعضاء تولوا إدارة شؤون البلدة حتى عام 1937، حيث كان هذا المجلس النواة لتأسيس بلدية بيرزيت عام 1962. تُدار البلدية حالياً من قبل مجلس بلدي منتخب يضم 13 عضوًا.

## الأماكن الدينية
- كنيسة العذراء سلطانة السلام للاتين
- كنيسة  الروم الأورثوذكس
- كنيسة القديس بطرس الأنجلية الأسقفية للبروتستانت
- مسجد الأمير حسن
- المسجد العمري
- جامع بيرزيت الكبير[6][7]

## الأماكن السياحية
المسارات
- مسار بيرزيت الثقافي
- مسار دروب الزيتون

المناطق الأثرية
- جبل الخربة
- خربة الراس
- خربة الرجمان
- البلدة القديمة
- عين دير العقبان

العيون
- عين الفوار، عين عبيد، عين السقي، عين الجمل ، عين الدير، عين العقبان، عين الغراب، عين الدلوب، عين المشيدة، عين المزراب، عين الدباغة ، عين السهل ، عين بئر العلق، عين المرج وعين المدورة.[8]

## صور

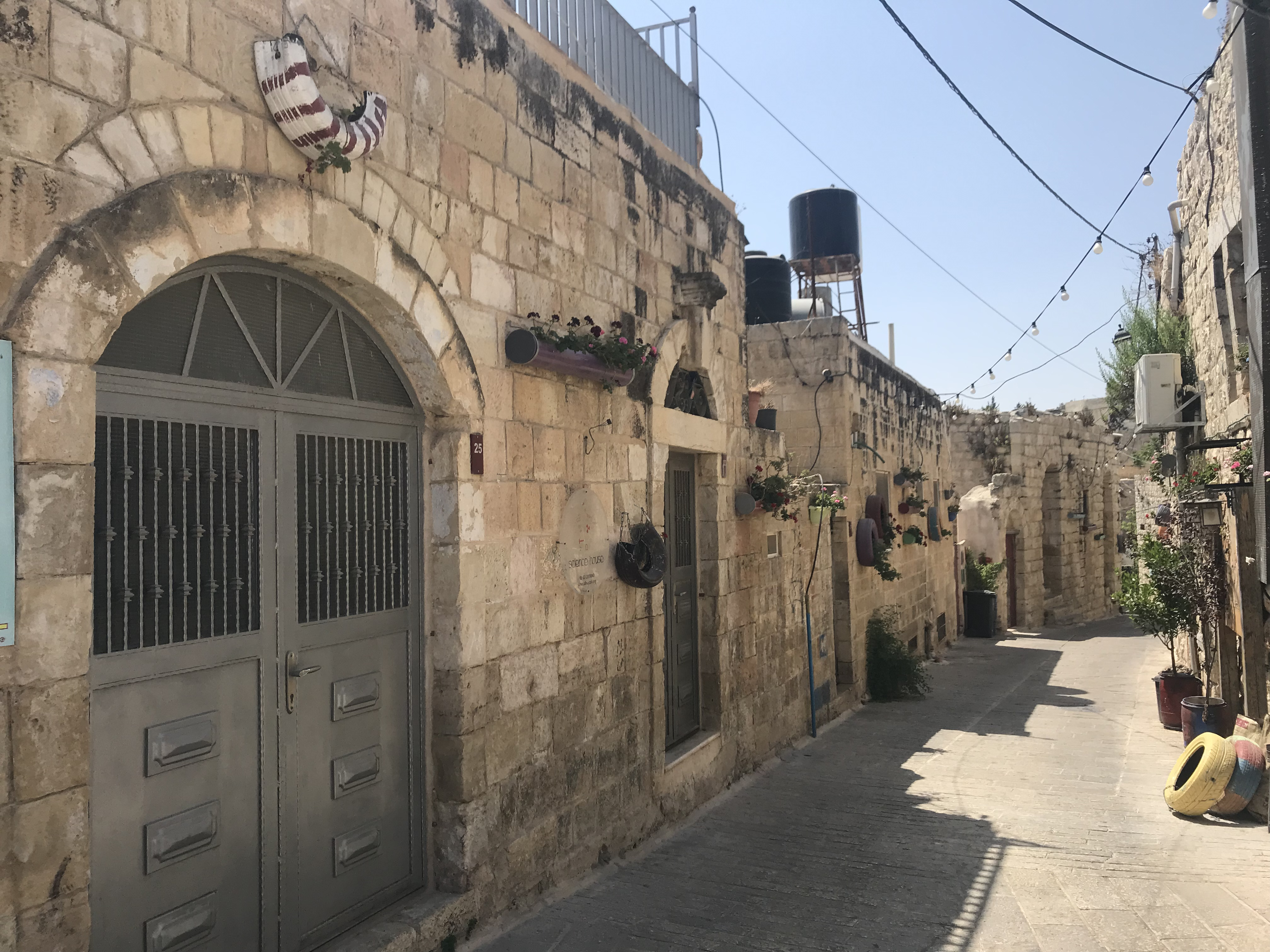
بيرزيت القديمة
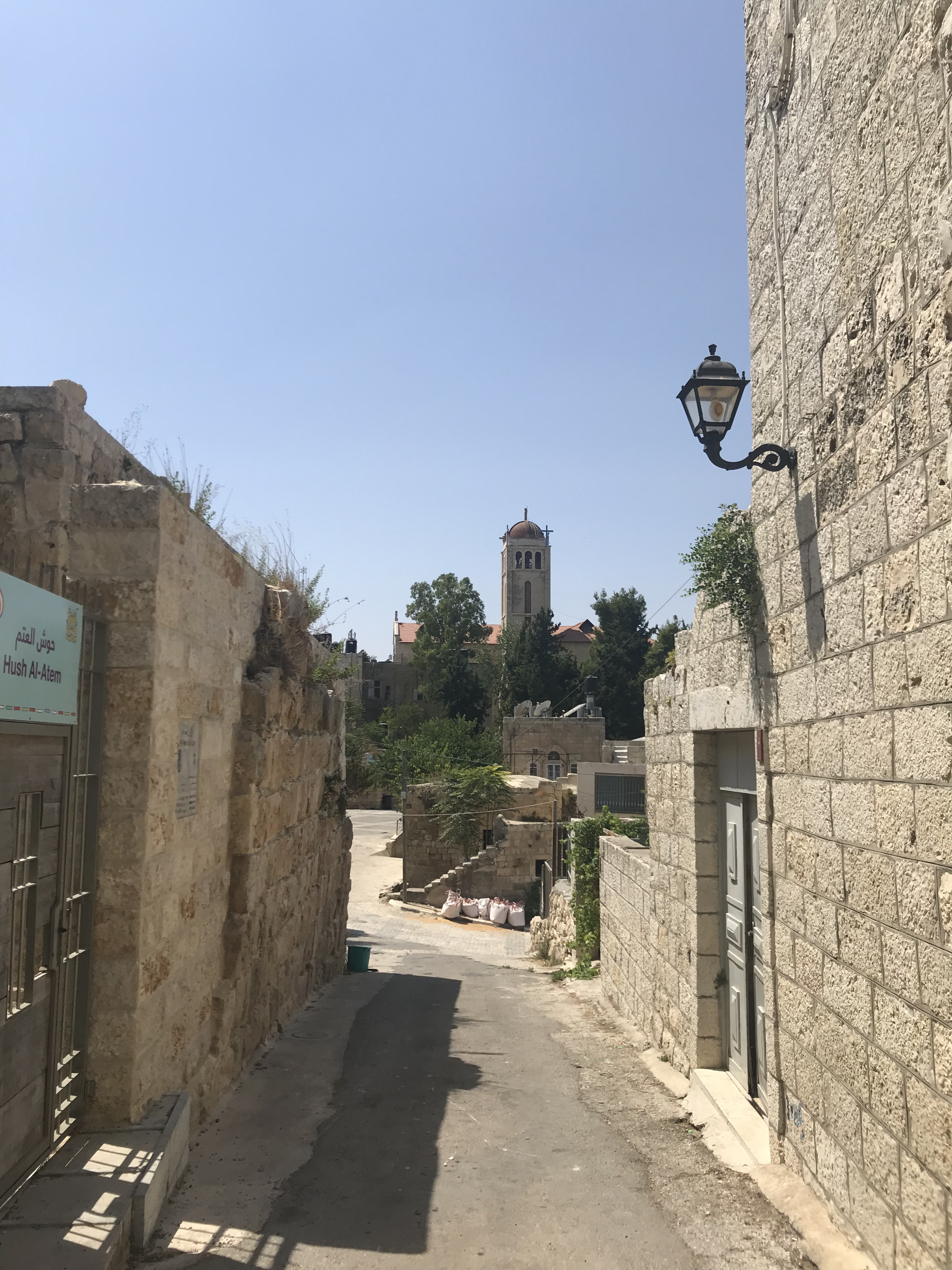
بيرزيت القديمة